# Oxysarcodexia occulta
Oxysarcodexia occulta är en tvåvingeart som beskrevs av Guilherme A.M.Lopes 1946. Oxysarcodexia occulta ingår i släktet Oxysarcodexia och familjen köttflugor. Inga underarter finns listade i Catalogue of Life.